# Вальдейер, Генрих Вильгельм
Генрих Вильгельм Готфрид Вальде́йер (нем. Heinrich Wilhelm Gottfried Waldeyer, с 1916 года Вильгельм фон Вальдейер-Гарц; 6 октября 1836[…], Хелен — 23 января 1921[…], Берлин) — немецкий анатом, гистолог, эмбриолог и педагог.

## Биография
Вальдейер окончил гимназию Теодорианум в Падерборне, а затем изучал математику и естественные науки в Университете Гёттингена. Под влиянием Якоба Генле он перешёл к медицине. Он окончил Грайфсвальдский университет и переехал в Берлин. За работу о ключице в 1861 году он получил учёную степень.
В 1862 году он перешёл в Кёнигсбергский университет, через два года — во Вроцлавский университет, где получил профессуру патологий и посвятил себя преимущественно диагностике опухолей. Его самым знаменитым пациентом был император Фридрих III, у которого он диагностировал рак гортани.
В 1872 году Вальдейер приехал профессором анатомии в Страсбургский университет, а в 1883 году вернулся в Берлин. Там он посвятил себя преимущественно анатомическому образованию. С 1898 по 1899 годы он был ректором Университета имени Фридриха Вильгельма в Берлине.
С 1893 по 1894, с 1897 по 1899, с 1901 по 1902 и с 1905 по 1910 годы он был заместителем председателя Берлинского общества антропологии, этнологии и истории первобытного общества. В 1892, 1896, 1900 и с 1903 по 1904 годы он был его председателем, а в 1909 году стал его почётным членом.
Список его работ длинен и очень разнообразен. Среди прочего он ввёл понятие нейрон, предполагая уже в 1881 году его как функциональную основную единицу нервной системы. В 1888 году ввёл понятие хромосома для описания структуры клеточного ядра.
В течение многих лет Вальдейер состоял издателем и редактором «Archiv für mikroskopische Anatomie».
Иностранный член-корреспондент Петербургской академии наук (1894).